# Stema Franței

Stema Franţei.

Franța nu are o stemă oficială, reprezentarea din partea dreaptă aparținând unui sculptor, Jules-Clément Chaplain. A fost utilizată în timpul celei de-a treia republici franceze, pentru ca apoi, începând cu 1953, să fie acceptată (tolerată) ca reprezentare a stemei Republicii Franceze, la propunerea lui Robert Louis.
Alte simboluri, asociate imaginii Franței :
- libertate
- Marianne
- Cocoșul galic
- măslin cu nume de Franța în limba franceză